# منتخب قرغيزستان للباندي
منتخب قيرغيزستان الوطني للباندي (بالروسية: Сборная Киргизии по хоккею с мячом)‏ هو ممثل قيرغيزستان الرسمي في المنافسات الدولية في الباندي في فئة الباندي للرجال.